# Bruno Fadini
Bruno Fadini (Napoli, 30 gennaio 1937 – Napoli, 29 ottobre 2007) è stato un informatico italiano.

## Biografia
Ordinario di Calcolatori elettronici presso la Facoltà di Ingegneria dell'Università degli studi di Napoli Federico II, ha tenuto, a partire dal 1963 e fra i primi in Italia, un corso di teoria e progetto di reti logiche ed elementi di architettura dei sistemi per l'elaborazione dell'informazione.
Ha tenuto anche corsi di Programmazione dei Calcolatori Elettronici, Fondamenti di Informatica, Complementi di Calcolatori e Impianti per l'Elaborazione dell'Informazione.
È stato Direttore del Dipartimento di Informatica e Sistemistica dell'Università di Napoli e Presidente del corso di laurea in Ingegneria Elettronica di Napoli.
Ha diretto il Progetto Finalizzato Sistemi Informatici e Calcolo Parallelo del Consiglio Nazionale delle Ricerche ed è stato presidente dell'Associazione Italiana per l'Informatica ed il Calcolo Automatico tra il 1997 e il 2000. Notevole il suo apporto alla didattica dell'informatica e della matematica. Ha fatto parte della commissione De Mauro per la riforma dei cicli dell'istruzione e diretto il progetto Matmedia per la Direzione Generale della scuola Media (1997- 2007)